# Cerkiew Trzech Świętych Hierarchów w Szumenie
Cerkiew Trzech Świętych Hierarchów – prawosławna cerkiew w Szumenie, w dekanacie szumeńskim metropolii warneńskiej i wielkopresławskiej Bułgarskiego Kościoła Prawosławnego.

## Historia
Cerkiew została wzniesiona w 1857 i była wzorowana na jednej ze świątyń w Konstantynopolu. Bułgarscy fundatorzy świątyni życzyli sobie, by jej patronami byli święci Cyryl i Metody, szczególnie czczeni przez Bułgarów, jednak ordynariusz metropolii warneńskiej należącej ówcześnie do Patriarchatu Konstantynopolitańskiego, grecki biskup Beniamin, nie poparł tego planu. Z tego powodu patronami obiektu zostali Trzej Święci Hierarchowie. 
Cerkiew została zniszczona wskutek pożaru 22 lutego 1944 i odbudowana cztery lata później. Jej powtórnej konsekracji dokonał metropolita warneński i wielkopresławski Józef w asyście biskupa Tichona. W 1971 obiekt rozbudowano o kaplicę-baptysterium, której patronem jest święty mnich Paisjusz Chilendarski. W 2001 kolejno oddano do użytku dwa boczne ołtarze cerkwi, których patronami zostali odpowiednio święci Cyryl i Metody oraz św. Rajko Szumeński, w którym znajdują się relikwie św. Prokopa. Cztery lata później do cerkwi przeniesione zostały cząstki relikwii świętych Justyna Filozofa, Walentego, Kryspina i Kryspiniana, Nazariusza i Pankracego, Wincentego, Hieronima, Eutymii, Pantelejmona i Dymitra z Rostowa, jak również dwóch męczenników nieznanych z imienia.
Od 2004 przy cerkwi funkcjonuje muzeum, gromadzące zbiory sztuki sakralnej (rzeźby, jubilerstwa, malarstwa).